# Gree Electric
Gree Electric Appliances Inc. (GREE) — крупнейший китайский производитель кондиционеров. GREE выпускает кондиционеры всех типов: бытовые и полупромышленные кондиционеры, мультизональные системы кондиционирования с переменным расходом хладагента (VRF), чиллеры, фанкойлы и т. д.
Штаб-квартира компании GREE находится в городе Чжухай, провинция Гуандун.
Производство осуществляется на девяти заводах GREE: пять в Китае (Чжухай, Чунцин, Хэфэй, Ухань, Чжэнчжоу) и четыре за рубежом (Бразилия, Вьетнам, Пакистан, США).
У компании имеется свой научный центр, в котором происходит разработка новых моделей подобной техники с учётом всех пожеланий и требований потребителей.
С 1995 года GREE ежегодно включается в список ста крупнейших азиатских экспортёров.
Начиная с 1996 года GREE ежегодно признаётся компанией № 1 в Китае, а с 2005 года становится мировым лидером в производстве кондиционеров; на сегодняшний день на заводах компании выпускается каждый третий кондиционер в мире.
В списке крупнейших публичных компаний мира Forbes Global 2000 за 2019 год заняла 260-е место (355-е по выручке, 174-е по чистой прибыли, 800-е по активам и 209-е по рыночной капитализации); из китайских компаний в этом списке заняла 39-е место.
Имеет листинг акций на Шэньчжэньской бирже.

## История
Компания была основана в 1989 году под названием Zhuhai City Haili Cooling Engineering Company Limited и начала свою деятельность с производства недорогих и надежных оконных кондиционеров для китайского рынка. Своё нынешнее название и логотип компания получила в 1991 году. Название бренда GREE имеет происхождение от китайского «ГэЛи», в переводе на русский означает «обладающий силой, мощью» или «притягательность личности».
В феврале 2009 году компания Gree подписала «Соглашение о глобальном стратегическом партнерстве» с другим известным производителем кондиционеров — японской Daikin, в рамках которого совместно закупается сырьё и комплектующие для производства кондиционеров. В 2010 году в Китае были введены в строй два совместных предприятия по выпуску компрессоров, электронных компонентов и корпусных деталей. Кроме того, на заводах Gree налажен выпуск бытовых инверторных кондиционеров Daikin для японского рынка. Компании ведут совместную разработку новых моделей инверторных кондиционеров с использованием энергосберегающих и защищающих окружающую среду технологий.
В 2011 году cуммарная производственная мощность всех предприятий компании достигла 55 млн бытовых и 5,5 млн промышленных кондиционеров.
Выручка компании в 2018 году составила примерно 29,4 млрд долларов.

## Продукция
- бытовые кондиционеры;
- полупромышленные кондиционеры;
- промышленные фэнкойлы;
- промышленные чиллеры;
- мультизональные системы GMV;
- тепловые насосы (системы нагрева воды для горячего водоснабжения, отопления и кондиционирования)

## Награды
Продукция GREE отмечена более чем 50 национальными и международными наградами.
В их числе:
- «Бренд года» — International Quality Summit (Рим, 1999),
- «Золотая звезда» — World Quality Commitment (Париж, 2002),
- «Платиновая звезда» — Business Initiative Directions (Нью-Йорк, 2005),
- «Мировой бренд» — World Famous Brand (Гуанчжоу, 2006)
- Медаль за труд «1 мая» — награда Всекитайской федерации профсоюзов (Гуанчжоу, 2008)
- GREE - первая и единственная компания-производитель кондиционеров в Китае, которая получила сертификат качества «Экспорт без надзора», выдаваемый AQSIQ (Главная Администрация по Надзору за Качеством, Инспекции и Наложению карантина Китайской Народной Республики)

|                     | 2010  | 2011  | 2012  | 2013  | 2014  | 2015  | 2016  | 2017  | 2018  |
| ------------------- | ----- | ----- | ----- | ----- | ----- | ----- | ----- | ----- | ----- |
| Оборот              | 60,43 | 83,16 | 99,32 | 118,6 | 140,0 | 100,6 | 110,1 | 150,0 | 200,0 |
| Чистая прибыль      | 4,276 | 5,237 | 7,380 | 10,87 | 14,16 | 12,53 | 15,46 | 22,40 | 26,20 |
| Активы              | 65,60 | 85,21 | 107,6 | 133,7 | 156,2 | 161,7 | 182,4 | 215,0 | 251,2 |
| Собственный капитал | 13,30 | 17,61 | 26,74 | 34,49 | 44,15 | 47,52 | 53,97 | 65,61 | 91,33 |